# Toussaint Louverture
François-Dominique Toussaint L'Ouverture (Cabo Haitiano, 20 de maio de 1743 — La Cluse-et-Mijoux, 7 de abril de 1803) foi o maior líder da Revolução Haitiana e, em seguida, governador de Saint Domingue, o nome do Haiti na época.
L'Ouverture é o maior revolucionário negro das Américas, o qual é reconhecido por muitos pesquisadores, dentre eles C. L. R. James em "Os Jacobinos Negros" , Jeremy Popkin em "A Concise History of the Haitian Revolution", Laurent Dubois em "Avengers of the New World", como o maior comandante, depois de Napoleão Bonaparte, no período de 1793 a 1814. Ele carregava consigo conhecimentos, estratégias, honrado com uma personalidade de guerrilheiro e capaz de em palavras simples aumentar cada vez mais um exercito, sendo assim, organizou na ilha de Saint Domingue com cerca de meio milhão de escravizados, a chamada Revolução do Haiti, aonde mesmo depois de sua morte o seu legado continuou, dando vigor para a construção de um novo território, dotado de liberdade e igualdade.

## Legado
O seu legado tem imperado até os dias atuais do século XXI em 2024. Encontramos espalhados pelo mundo estátuas em sua homenagem, um hospital já levou o seu nome e filmes, peças e minisséries foram criadas com o intuito de mostrar a vida deste personagem icônico da história, como por exemplo "Toussaint L'Ouverture" (2012), filme dirigido por Philippe Niang explorando a vida de Toussaint e abordando o seu papel na Revolução Haitiana e na Independência e a peça de C. L. R. James "Toussaint L'Ouverture: The Story of the Only Succesful Slave Revolt In History (1936), mais uma vez narrando os eventos da Revolução Haitiana e centrado na figura de Toussaint.

## Família e juventude

Louverture conforme retratado em uma gravura francesa de 1802

L'Ouverture veio de uma família africana aladá, um povo que se encontra no Oeste Africano, no atual Benin. O seu avô é dito como um rei do povo aladá, Gaou Guinou. Seu pai, Hippolyte, após ser capturado na África no fim dos anos 1730, foi levado para Saint-Domingue. O escravista que o comprou, Conde Panteleón de Bréda era detentor de terras na ilha e tinha uma Plantation de açúcar, que contava com 150 escravizados.Conde Bréda, por não passar muito tempo nas terras, as deixava sob administração de pessoas confiáveis à ele. Uma dessas pessoas era Béagé, que via Hippolyte, assim como os outros africanos escravizados na propriedade, como um homem respeitável e que detinha certa autoridade. Percebeu uma capacidade fora do comum em Hippolyte, e mesmo não sendo comum entre os colonos, deu para ele certos privilégios dos quais Toussaint também usufruiu. Na plantation de Bredá, Hippolyte casou-se com uma mulher chamada Pauline, de origem também aladá, o casal teve cinco filhos e Toussaint era o mais velhos dos filhos.
Toussaint L'Ouverture nasceu e foi criado na plantation de Bréda pelos seus pais. De acordo com o Code noir, o filho de uma pessoa escravizada herdaria deste o status de pessoa escravizada, e assim foi com Toussaint, tendo no início de sua vida recebido o nome de Toussaint de Bréda, mostrando que era propriedade do Conde Pantaleón de Bréda. Toussaint desde cedo se mostrava um jovem com ótimas aptidões físicas, sendo um ótimo nadador. Ainda adolescente aprendeu e dominou as técnicas da equitação, que viriam a ser uteis no futuro como militar. Passou a maior parte da sua vida adolescente como um cuidador de animais na propriedade de Bréda, e aprendeu diversas técnicas do herbalismo tradicional herdado de seu pai, onde colocou em prática como médico do exército na Revolução. Após a morte de seu pai, uma figura importante em sua vida seria Pierre-Baptiste, um negro de origem aladá alforriado que trabalhava na plantation. Este que foi educado por jesuítas, tinha um conhecimento incomum e muitas vezes restritos para negros. Pierre tornou-se padrinho de Toussaint, ensinando história, geografia e álgebra. Além do creóle, língua falada pelos negros escravizados, aprendeu também o francês.

## Revolução Haitiana

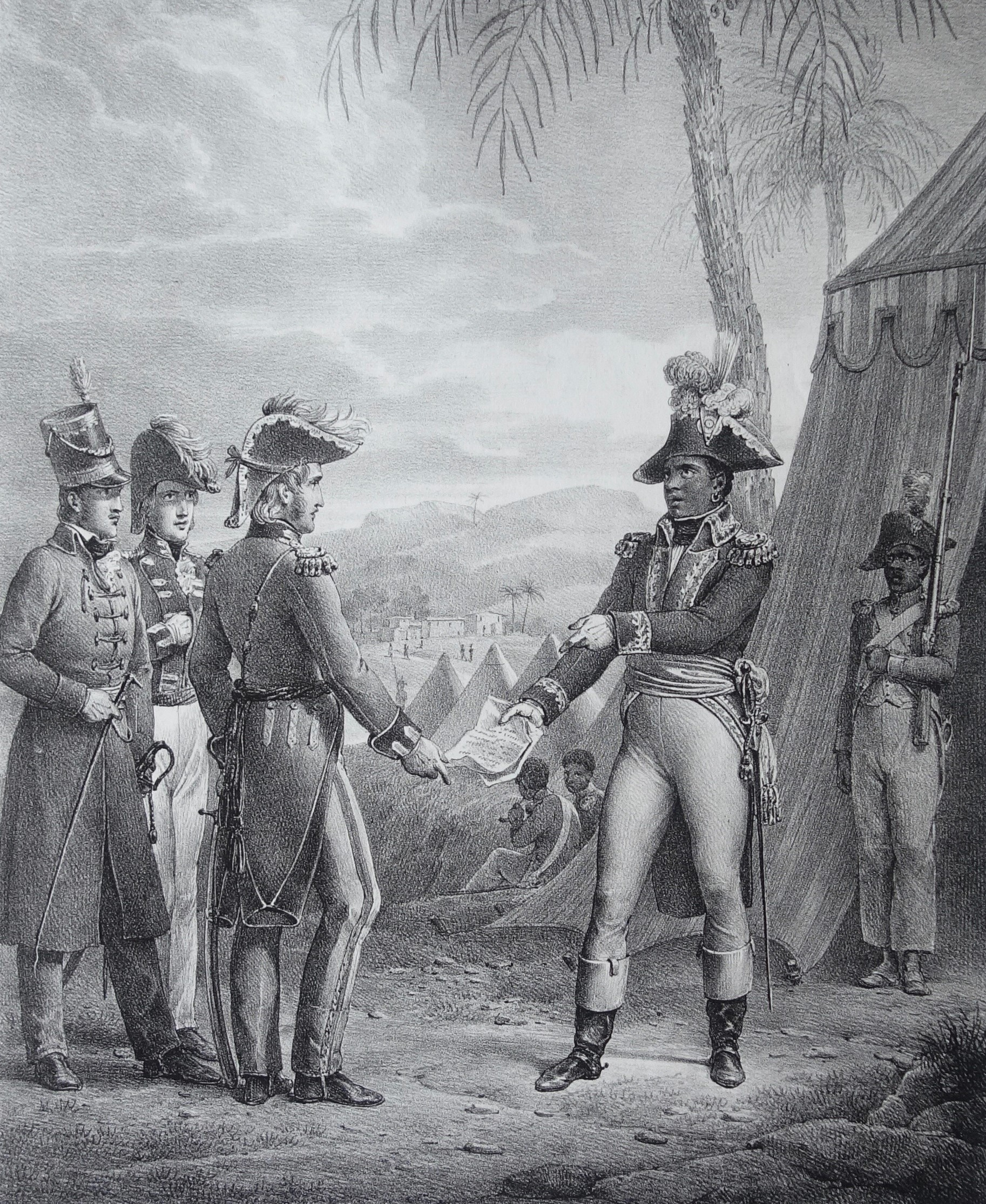
O comandante britânico Thomas Maitland se reúne com Louverture para negociar

A revolução para independência do Haiti iniciou-se em 1791, tendo à frente o líder negro Toussaint Louverture e, como pano de fundo, os incêndios nos canaviais. Em 1794, quando o governo aboliu a escravidão nas colônias, os haitianos já tinham conquistado sua liberdade. Toussaint, porém, manteve a região ligada à federação francesa. Em 1801, o líder haitiano libertou os escravos da porção espanhola da ilha (a atual República Dominicana).
A característica peculiar do processo de independência do Haiti foi a participação maciça dos negros, que defendiam a liberdade, a igualdade e o direito à propriedade de terras. Toussaint em pouco tempo era conhecido pelos negros, apresentava um exército com ótimo treinamento e dialogava com todos os negros e mulatos, os quilombolas que já viviam nas montanhas sem a interferência de um senhor, se juntavam cada vez mais ao exército do líder.
L'Ouverture era correto e prudente nas suas decisões, conduzia até as suas terras os melhores combatentes para treinar seu exército, mesmo que brancos ou espanhóis, recrutavam-os para o aperfeiçoamento. E os resultados eram visíveis, a qualidade aumentava cada vez mais e o território ao seu domínio também. A território em que situava-se expandia mais e mais, tanto para o norte, quanto para o sul, mesmo ele estando de baixo das ordens do dono da fazenda, o mesmo estava muito longe e por não saber como estava as coisas na colônia ficava sob total controle de Toussaint. Mesmo com protestos de proprietários, seu território e exército só crescia.
A revolução, no entanto, não agradou Napoleão, já que a libertação dos escravos diminuiu os lucros com o que era outrora a mais lucrativa colônia francesa. O Imperador francês enviou para a colônia seu cunhado, Charles Leclerc, com a intenção declarada de depôr Louverture e com a intenção secreta de restaurar a escravidão na ilha. Leclerc consegue apoio de pessoas próximas de Toussaint e por fim consegue que o auto-declarado governador do hoje Haiti, assine um acordo em 7 de maio de 1802 no qual, a escravidão continua sendo proibida.
Toussaint Louverture então se ausenta para uma fazenda que, depois de três semanas é atacada por tropas de Leclerc. Toussaint e sua família são enviados para a França e aprisionados. Na prisão, em 1803, Louverture falece de pneumonia depois do inverno rigoroso da Europa, é enterrado sem caixão em uma caverna debaixo da capela da prisão.
Na ilha, o desaparecimento de Toussaint não leva à calma. A situação das tropas francesas vai piorando e a febre - mais do que a guerrilha - provoca baixas terríveis no corpo expedicionário. A aliança dos chefes negros acelera o desastre das tropas francesas que acabam por capitular no dia 19 de novembro em Vertieres, deixando Santo Domingo para sempre. A sua morte provocou a união dos negros e mulatos.
Os chefes negros substituem o nome de Santo Domingo pelo nome caribenho de Haiti e, no dia 29 de novembro 1803 « em nome dos negros e homens de cor, é proclamada a independência de Santo Domingo. Devolvidos a nossa liberdade primitiva, asseguramos nós mesmos nossos direitos, juramos de não obedecer à nenhuma força da Terra… ». A independência acontece no dia 1 de Janeiro 1804, a qual não é reconhecida a princípio pelas potências externas.
Assim nasceram: a primeira e única insurreição vitoriosa de escravos; a primeira colônia indígena independente e a primeira República Negra da História da humanidade. Como celebrou Aimé Césaire, foi no Haiti onde « pela primeira vez, a negritude se pôs em pé ».
Toussaint Louverture não viu se cumprir este glorioso fim. Foi o vencedor póstumo. Debilitado pela enfermidade e isolado na sua cela em Joux, morreu no dia 7 de abril 1803.